# エンリコ・フェルミ原子力発電所 (イタリア)
エンリコ・フェルミ原子力発電所（エンリコ・フェルミげんしりょくはつでんしょ）はイタリア東北部のピエモンテ州ヴェルチェッリ県トリノにある原子力発電所。地名からベルチェッレス・トリノ原子力発電所とも呼ばれる。ポー川沿いに位置する。
260MWの加圧水型原子炉1機から構成され、1964年から1990年までにかけて運用され、1987年11月のイタリア原子力投票の結果を受けて停止した。
発電所近隣には実験的な濃縮工場EUREXが存在したが1984年に閉鎖されている。

## 原子炉
| 原子炉                     | 原子炉形式 | 正味発電量 | 総発電量 | 建設開始     | 送電網同期     | 商業運転     | 停止         |
| -------------------------- | ---------- | ---------- | -------- | ------------ | -------------- | ------------ | ------------ |
| エンリコ・フェルミ (Trino) | PWR        | 260 MW     | 270 MW   | 1961年7月1日 | 1964年10月22日 | 1965年1月1日 | 1990年7月1日 |

## 註
1. ↑  “PRIS - Reactor Details”.   IAEA (2020年8月22日). 2020年8月23日閲覧。